# آرثر أوسوليفان
آرثر أوسوليفان (بالإنجليزية: Arthur O'Sullivan)‏ هو ممثل أيرلندي، ولد في 1912 في جمهورية أيرلندا، وتوفي في 17 فبراير 1981 بدبلن في جمهورية أيرلندا.

## أعمال

### أفلام
- (1975) باري ليندون

## وصلات خارجية
- آرثر أوسوليفان على موقع IMDb (الإنجليزية)
- آرثر أوسوليفان على موقع قاعدة بيانات برودواي على الإنترنت (الإنجليزية)
- آرثر أوسوليفان على موقع قاعدة بيانات الفيلم (الإنجليزية)